# Esta Noche
„Esta Noche” este un cântec a rapperiței Americane Azealia Banks de pe mixtape-ul Fantasea (2012). "Esta Noche" trebuia sa fie lansat ca și un single pe data de 25 septembrie 2012. Însă producătorul Munchi a oprit lansarea înainte de a fi lansat pe iTunes, susținând ca Banks a luat instrumentalul lui fară persmisiunea sa, mai târziu Banks i-a oferit 25,000$ și o scuză în fața publicului, care el a refuzat.

## Videoclipul
Pe data de 11 septembrie 2011 Banks a anunțat ca va filma videoclipul pentru piesă în Londra. Deoarece piesa nu a fost lansată ca și un single, Banks nu a mai lansat videoclipul.